# Avro 730
Avro 730 je bilo predlagano osemmotorno Mach 3 izvidniško letalo britanskega podjetja Avro Aircraft.  Uporabljal naj bi se tudi kot strateški bombnik pri RAF in bi nasledil V-bombnike. Projekt so preklicali leta 1957, preden so zgradili prototipe.
V svojem času je bil eden izmed najbolj ambicioznih projektov visokosposobnega letala. Na višini 18 kilometrov naj bi letel s hitrostjo Mach 2,5 z možnostjo do Mach 3. Dolet naj bi bil okrog 9260 kilometrov.

## Tehnične specifikacije
Podatki iz Polmar
Splošne karakteristike
- Posadka: 2
- Dolžina: 163 ft 6 in (49,8 m)
- Razpon kril: 59 ft 9 in (18,2 m)
- Višina:  ()
- Površina kril: 2000 ft² (185.8 m²)
- Naložena teža: do 220000 lb (99790 kg)
- Pogon letala: 8 × Armstrong Siddeley P.176 turboreaktivni motor, 9700 lbf (43,2 kN) vsak

 Zmogljivost 
- Maks. hitrost: Mach 3 (1990 mph, 3200 km/h)
- Potovalna hitrost: Mach 2,5 (1650 mph, 2660 km/h)
- Doseg: 5754 mi (5000 nmi, 9260 km)
- Višina leta: 66400 ft (20 km)